# 马尔科姆·黑斯蒂
马尔科姆·黑斯蒂（英語：Malcolm Hastie，1929年2月19日—2017年4月8日），澳大利亚男子水球运动员。他曾代表澳大利亚参加1950年大英帝国运动会水球比赛，获得一枚金牌。他也曾参加1952年夏季奥林匹克运动会。